# Zucchero
Adelmo Fornaciari, dit Zucchero (prononcé : [ˈdzukkero]), né le 25 septembre 1955 à Roncocesi, frazione (hameau rattaché) de Reggio d'Émilie, en Émilie-Romagne, est un chanteur rock italien. Il a gagné le surnom de Zucchero (sucre en français) dès sa plus tendre enfance, car sa maîtresse d'école l'appelait par ce surnom affectueux (en effet, Zucchero signifie "sucre", ou quelqu'un d'adorable). Il a fait des études pour devenir vétérinaire, mais c'est un ami qui l'a incité à se diriger vers la musique.
Il est l'un des artistes les plus célèbres d'Italie et connait une importante carrière mondiale.

## Carrière musicale
Il commence sa carrière musicale en 1970. C'est en Toscane qu'il intègre d'abord des petits groupes de Rythm and blues (Le Nuove Luci, Sugar & Daniels en 1973, Sugar & Candies en 1978 et I Taxi). Il a enregistré son premier album en 1976, puis il ira voler de ses propres ailes en 1983, date de son premier album solo intitulé "Un po' di Zucchero". Il rencontre ensuite Randy Jackson avec qui il fonde un nouveau groupe, Zucchero & the Randy Jackson Band. Il émigre en Californie. Il chante en anglais et italien. Sa musique est largement inspirée du gospel, et alterne ballades et morceaux beaucoup plus rythmés, proches du boogie. Son inspiration est très blues et rythm & soul. À l’instar de B.B. King, son père spirituel en matière de blues, la superstar italienne a fait ses débuts à l’église. Cette solide formation vocale initiale renforcera plus tard sa compréhension et son amour des musiques noires américaines, découvertes à l’université par le biais d’un ami américain.
Sa véritable ascension débute avec l’album solo Blue's (1987). Il se vend plus d'un million et demi d’exemplaires en Italie. Le disque reste en tête des ventes durant un an et l'Italien rejoint l’un de ses maîtres sur scène, Joe Cocker. Zucchero se révèle à l’Europe entière en 1989 avec le titre Diavolo In Me, justement inspiré d’un morceau du chanteur britannique. Il poursuit sur sa lancée deux ans plus tard avec le méga hit Senza Una Donna. Une chanson qu’il interprétait seul à l’origine - elle figure déjà sur l’album Blue's - et qui devient un gros tube en association avec Paul Young (plus de 5 millions de copies vendues dans le monde).
Après l’album Oro Incenso & Birra en 1989 (qui signifie littéralement « Or, Encens et bière »), album vendu à 2 millions d'exemplaires en Italie (neuf disques de platine) et 8 millions dans le monde (disque de platine en Suisse et disque d'or en France), Zucchero publie Miserere (1992). Celui-ci est septuple disque de platine en Italie (1,4 million de disques vendues) et disque de platine en Suisse et en Europe. La chanson titre est un duo avec Luciano Pavarotti. À cette occasion, ils initient tous deux le projet « Pavarotti & Friends », réunion annuelle de chanteurs à des fins humanitaires.
Passionné de blues américain, Zucchero file à Los Angeles en 1995 pour enregistrer Spirito Divino. Il s’en vend 3 millions d’exemplaires dans le monde. Spirito Divino a vendu 1,3 million de copies en Italie (treize disques de platine et deux disques de diamant) et disque de platine en France, Suisse, Belgique et Europe. Quelques mois s’écoulent avant l’arrivée d’un best of qui est, lui aussi, couronné de succès (cinq millions de copies vendues, premier en Italie et en France et triple disque de platine et disque de diamant en France, double disque de diamant en Italie et treize fois disque de platine, disque de platine en Autriche, Argentine et Mexico, triple disque de platine en Suisse et en Europe et disque d'or au Portugal, en Belgique, en Allemagne et aux Pays-Bas). Les ventes sont par contre plus mitigées pour ses deux albums suivants, Blue Sugar (1998) (dix fois disque de platine et double disque de diamant en Italie et disque de platine en Suisse) un million et demi de copies vendues dans le monde et Overdose d’Amore (1999).
Le chanteur obtient plus de succès en 2001 avec l'album Shake. Un disque encore une fois réalisé en grande partie aux États-Unis, avec le manager d’Eric Clapton. L'opus contient un duo avec John Lee Hooker, Ali D’Oro ; il s'agit du tout dernier enregistrement du bluesman américain avant sa mort. Deux millions de copies vendues dans le monde (disque de diamant et huit fois disque de platine en Italie, disque de platine en Suisse, disque de platine en Europe et disque d'or en Belgique, France et Espagne). Comme à son habitude, Zucchero alterne sur cet album titres en anglais et en italien. C’est aussi le cas sur son disque suivant : Zu&Co (2004). Il s’agit d’une compilation de ses plus belles chansons, en duo. Et la liste des invités est impressionnante : de Sheryl Crow à Sting en passant par B.B. King et Johnny Hallyday. L’Italien y délivre un parfait condensé de sa brillante carrière en un peu plus d’une heure. Des enregistrements qui trouvent un prolongement scénique en 2004 lors d’un concert enregistré au Royal Albert Hall de Londres. Zu & co a vendu deux millions de copies dans le monde (cinq disques de platine et un disque de diamant en Italie, double disque de platine en Suisse, disque de platine en Autriche, Allemagne, Belgique, Slovénie, Europe et disque d'or en France, aux Pays-Bas, aux États-Unis et en Grèce).
Quatre ans après son dernier album Fly (2006), il est de retour avec un nouvel opus intitulé Chocabeck. La production de l'album a été confiée à Don Was, (producteur bien connu pour son travail sur les albums de Bob Dylan, Paula Abdul ou encore les Rolling Stones) et Brendan O'Brien. Fly a vendu un million et demi de copies (six fois disque de platine et disque de diamant en Italie, disque de platine en Suisse et disque d'or en Autriche et Grèce). Zucchero a aussi demandé à des amis de participer sur cet album. Parmi ceux-ci, on retrouve Bono. Le chanteur de U2 est l'auteur du single Someone Else's Tears. Chocabeck en dialecte régional (celui parlé dans la région d'Emilie, d'où est originaire Zucchero) peut se traduire de la façon suivante : « choca » signifie « faire un bruit » et « beck » le bec (d'un oiseau). Pour le chanteur, c'est aussi une occasion de rendre hommage à son père, qui utilisait cette expression dans le passé quand il n'y avait pas à manger. Cet album est considéré comme un des meilleurs du chanteur, celui-ci mettant en avant sa voix plus qu'auparavant. S'en suivra une tournée mondiale, Chocabeck World Tour 2011. Chocabeck a été vendu à un million de copies dans le monde (cinq fois disque de platine en Italie, disque de platine en Suisse et disque d'or en Autriche).
Cette même année 2011, il enregistre une chanson en français avec Patrick Fiori, adaptée par Jean-Jacques Goldman ; celle-ci s'intitule L'Écho des dimanches. Une première pour l'artiste italien, qui n'avait encore jamais chanté en français.
De nombreuses stars ont signé des chansons avec lui (Elvis Costello, Ennio Morricone, ou ont participé musicalement Miles Davis, Eric Clapton, Stevie Ray Vaughan, David Sancoins) et d'autres ont chanté des duos : Paul Young, Sting, Bono, Luciano Pavarotti, John Lee Hooker, Cheb Mami, Jovanotti, Johnny Hallyday et même l'acteur Gérard Depardieu.
Il a lancé la carrière de la chanteuse italienne Giorgia. Tout récemment, il a fait la même chose pour sa fille Irene Fornaciari qui lui avait déjà écrit une chanson, Karma stai kalma, avec son autre fille sur un précédent album Bluesugar. Il remporte le Festivalbar en 2004.
Une des particularités de Zucchero est qu'il écrit ses chansons en différentes langues. Ainsi est-il possible de trouver un album en anglais, en italien et en espagnol.
On le voit rarement en France. Néanmoins, le chanteur a fait une apparition le 31 janvier 2013 sur le plateau de la saison 9 de Star Academy, diffusée sur NRJ 12. En outre, avec la sortie de son album Black Cat en avril 2016, Zucchero est invité sur plusieurs plateaux français (Les Années bonheur, C à vous, Là où je t’emmènerai) et fait l'objet de reportages sur les chaînes d'informations en continu comme I-Télé et BFM TV.
Le 10 avril 2021, il interprète ses plus grands succès dans Taratata sur France 2. Le 26 juillet 2022, il se produit en concert lors de la foire aux vins de Colmar.

## Influences
Pour Zucchero, musique et religion sont liées, ayant appris la musique à l’église : « J’ai grandi dans une région très rouge, l’Émilie-Romagne. Dans les années 1960, ce n’était pas si éloigné de Don Camillo, les communistes et les curés étaient finalement très liés humainement. Moi, j’habitais en face de l’église et j’y allais tous les matins pour jouer de l’harmonium, sans connaître la musique. » Il devient enfant de chœur en échange des leçons de musique que lui avait proposées un prêtre.

## Vie privée
Après son premier mariage avec Angela Figlie avec qui il a eu deux enfants, Alice en 1981 et Irène en 1984, Zucchero vit depuis 1992 avec Francesca Mozer avec qui il a eu un nouvel enfant, Adelmo Blue. Sa fille Irène a commencé une carrière de chanteuse.

## Top Singles
- Son plus grand succès international reste Senza una Donna,  existant en version solo (1987) et en version en duo avec Paul Young (1991), sous-titré Without a Woman. Cette chanson est no 14 en Italie en 1987 puis no 1 en 1991, no 2 en Allemagne, aux Pays-Bas et en France en 1991, no 2 en Irlande en avril 1991, no 4 en Grande-Bretagne en 1991, no 8 en Autriche en 1991, no 1 en Belgique, en Norvège et en Suède, no 2 au Brésil, en Pologne, au Danemark, en Corée, en Suisse, en Afrique du Sud et no 3 en Finlande.

- En France et en Italie, son plus gros hit est Baila (Sexy Thing) / Baila Morena (no 1 en Italie en été 2001, no 1 en France le 25 février 2006 pour quatre semaines au Top Singles, no 3 en Suisse en septembre 2001, no 90 aux Pays-Bas et no 97 en Allemagne en 2001).

| Singles                                                  | Année | Italie | France | Suisse |
| -------------------------------------------------------- | ----- | ------ | ------ | ------ |
| Donne                                                    | 1984  | 22     | -      | -      |
| Senza una Donna                                          | 1987  | 17     | 1      | 2      |
| Con le Mani                                              | 1987  | 18     | -      | -      |
| Diamante                                                 | 1990  | -      | -      | 11     |
| Wonderful World (Avec Eric Clapton)                      | 1991  | -      | -      | 17     |
| Miserere (Avec Luciano Pavarotti)                        | 1992  | -      | 41     | 22     |
| Il Volo                                                  | 1995  | -      | 2      | 20     |
| Pane E Sale                                              | 1995  | -      | 7      | -      |
| Per Colpa di Chi                                         | 1995  | 20     | -      | -      |
| Va, Pensiero                                             | 1997  | 4      | -      | 19     |
| Blu                                                      | 1998  | 2      | 70     | 35     |
| Baila (Sexy Thing) / Baila morena (Avec Maná)            | 2001  | 1      | 1      | 3      |
| Ahum                                                     | 2001  | 16     | -      | 72     |
| Dindondio                                                | 2002  | 31     | -      | -      |
| World (Avec Anggun)                                      | 2003  | -      | -      | 37     |
| Everybody's got to learn sometime (Avec Vanessa Carlton) | 2004  | -      | 8      | -      |
| Il Grande Baboomba (Avec Mousse T.)                      | 2004  | 8      | -      | 16     |
| Bacco Perbacco                                           | 2006  | 2      | -      | 32     |
| Occhi                                                    | 2006  | 5      | 93     | 56     |
| Wonderful Life                                           | 2007  | 4      | -      | -      |
| Tutti i colori della mia vita                            | 2008  | 7      | -      | -      |
| Una Carezza                                              | 2008  | 4      | -      | -      |
| È un Peccato Morir                                       | 2010  | 5      | -      | -      |
| Partigiano Reggiano                                      | 2016  | 60     | -      | -      |
| Un'Altra Storia                                          | 2017  | -      | -      | -      |

## Discographie principale
(a publié de nombreuses ré-éditions, avec variantes)
- 1983 : Un po' di zucchero
- 1985 : Zucchero and the Randy Jackson Band
- 1986 : Rispetto
- 1987 : Blue's
- 1988 : Snack bar budapest original movie soundtrack
- 1989 : Oro incenso & birra
- 1991 : Zucchero Live at the Kremlin
- 1992 : Miserere
- 1994 : Diamante (compilation)
- 1995 : Spirito divino
- 1997 : The Best of: Greatest Hits (compilation)
- 1999 : Bluesugar
- 2001 : Shake
- 2004 : Zu&Co (compilation de chansons réinterprétées en duo)
- 2006 : Fly (2 millions de copies vendues, six fois disque de platine et disque de diamant en Italie avec 520 000 copies vendues, disque de platine en Suisse et disque d'or en Autriche et Grèce)
- 2007 : All The Best (1 million de copies vendues, septuple disque de platine et disque de diamant en Italie, disque de platine en Suisse et disque d'or en Allemagne et Autriche)
- 2008 : Live in Italy (Disque de diamant et pour huit fois disque de platine en Italie : 560 000 copies vendues)
- 2010 : Chocabeck (1 million de copies vendues, cinq fois disque de platine en Italie avec 300 000 exemplaires vendus, disque de platine en Suisse et disque d'or en Autriche)
- 2012 : La Sesión Cubana (Triple disque de platine en Italie et disque d'or en Suisse et Autriche)
- 2013 : Una rosa blanca (Disque d'or en Italie)
- 2016 : Black Cat (Double disque de platine en Italie avec 100.000 exemplaires vendus et disque d'or en Suisse et Autriche)
- 2017 : Wanted (The Best Collection)
- 2019 : D.O.C
- 2021 : Discover

### Participations
- 2000 : album Solidays - chanson  'Qui sait ?, pour l'association Solidarité sida, avec Anggun, Patrick Bruel, Stephan Eicher, Faudel, Peter Gabriel, Lââm, Lokua Kanza, Youssou N'Dour, Nourith, et Axelle Red

## Anecdotes
- « Pourquoi je porte les lunettes ? Quand je chante parfois je dors » (Mtv storytellers, mars 2007)
- Zucchero a plus de 60 millions de disques vendus.
- Il avait un chien nommé Tobia auquel il a dédié une chanson dans l'album Shake justement intitulée Tobia.
- Il a fait une chanson dans le film d'animation Spirit, l'étalon des plaines (version italienne).
- Le rockeur italien est le parrain d'un des enfants de Sting, Coco Sumner.
- Zucchero a une grande collection de chapeaux et il se présente rarement en public sans en exhiber un. En Angleterre, dans un programme télévisé, ils le surnomment « The Italian Mad Hatman » alias « Le chapelier fou italien », surnom avec lequel il sera souvent présenté dans le monde.